# Козодоеподобни
Козодоеподобните (Caprimulgiformes) са разред нощни насекомоядни птици, разпространени в цял свят с изключение на Антарктида. Традиционно се смятат за своеобразен преход между Совоподобните и Бързолетоподобните, но таксономичната им класификация е все още предмет на научни спорове.

## Обща характеристика
Козодоите наподобяват совите с това, че са нощни ловци с отлично зрение и слух, които прекарват деня в покой, разчитайки на отличната си маскировъчна окраска. От друга страна тези птици са нощният еквивалент на бързолетите (наричани са още нощни лястовици) – приспособени са за бърз полет, с дълги и тесни криле и опашка, краката им са малки и слаби, а устата им е много широка, но с малка и слаба човка, за да ловят насекоми летейки.

## Класификация
Таксономичната класификация на козодоеподобните е все още спорна, но най-общо се разграничават следните семейства, като някои учени отделят едни в самостоятелни разреди с различна степен на родство помежду им от една страна и с останалите птици от друга, а други (Sibley & Ahlquist) дори отнасят всички тях към разред Совоподобни (Strigiformes):
- семейство Aegothelidae (Совови козодои, 1 род с около 10 вида) - отделен разред Aegotheliformes (Simonetta, 1967) по-близки до Бързолетоподобните (Apodiformes) от останалите Козодоеподобни
- семейство Steatornithidae (Пещерни козодои, 1 вид: Гуахаро) – вероятно отделен разред Steatornithiformes
- семейство Podargidae (жабоусти, широкоусти, совови козодои, 2 рода с 12 вида) – вероятно отделен разред Podargiformes
- семейство Nyctibiidae (исполински козодои, поту, 1 род с 5 вида)
- семейство Caprimulgidae (Козодоеви, 14 рода с около 80 вида)
- семейство Eurostopodidae (Ушати козодои, 1 род със 7 вида) – отделени от Козодоевите

## Допълнителни сведения
Наименованието козодой (лат. Caprimulgus) идва от разпространеното в редица страни народно поверие, че нощем европейският Козодой долита при стадата кози, за да дои животните с широката си уста. Всъщност козодоите ”нападат” домашните животни заради изобилието от паразитиращи насекоми.